# خانه سوکیاسیان
خانه سوکیاسیان مربوط به دوره صفوی است و در اصفهان، خیابان حکیم نظامی جلفا ـ محله تبریزها، کوچه سنگ‌تراشها واقع شده و این اثر در تاریخ ۲۹ شهریور ۱۳۵۳ با شمارهٔ ثبت ۹۹۴ به‌عنوان یکی از آثار ملی ایران به ثبت رسیده‌است. و امروزه به عنوان دانشکده مرمت دانشگاه هنر اصفهان از آن استفاده می‌شود.
بنا از حیاطی وسیع و طویل و فضاهایی در دو جبهه شمالی و جنوبی تشکیل شده. جبهه جنوبی که فضاهای مهمتری را در خود جای داده، از جهت دیگر به حیاط دیگری مشرف است. این جبهه شامل ایوانی دو ستونی است که مقابل یک حوضخانه زیبا قرار گرفته. دو اتاق سه دری با عمق‌های متفاوت ولی هر دو مشرف به حیاط اصلی خانه، در طرفین این ایوان واقعند و در پشت هر یک از آنها اتاق دیگری وجود دارد که با حیاط دوم مرتبط است.
حوضخانه دارای ارتفاعی معادل دو طبقه است و در هر طبقه غرفه‌هایی پیرامون آن نشسته‌اند. این غرفه‌ها در طبقه دوم به یکدیگر پیوند خورده؛ بخش مرکزی حوضخانه را دور می‌زنند. فضای حوضخانه توسط ارسی مرتفعی به ایوان ستون دار مقابل خود و به وسیله سه در چوبی به حیاط واقع در ضلع جنوبی گشوده می‌شود. حوضخانه و غرفه‌های اطراف آن دارای تزئینات کاربندی و نقاشی روی گچ است که تأثیر سبک‌های نقاشی اروپایی در آن دیده می‌شود. ایوان ستون دار این جبهه نیز در سقف و دیوارهای خود تزئینات فراوان نقاشی دارد. اتاق ضلع شرقی حوضخانه دارای طاقچه‌ها و فرورفتگی‌هایی به شکل ظروف مختلف و مشابه با فضای فوقانی عمارت عالی قاپوی اصفهان می‌باشد.
جبهه شمالی خانه که ترکیبی نامتقارن دارد نیز شامل یک ایوان ستون دار و اتاق پشت آن، مطبخ و مجموعه فضاهای ورودی است. هشتی ورودی دارای قاعده مربع بوده، از یک سو توسط دالانی با حیاط خانه و از سوی دیگر با فضای مطبخ مرتبط است. تزیینات یزدی بندی سردر این ورودی و طاق نماهای طرفینش آن را از سایر خانه‌های مجاور خود متمایز کرده. نمای حیاط‌های خانه پوشیده از اندود سیم گل است. سطح وسیعی از حیاط خانه به باغچه بزرگ میانه آن اختصاص یافته و حوض آب در آن دیده نمی‌شود. این اثر در تاریخ ۲۹ شهریور ۱۳۵۳ با شماره ثبت ۹۹۴ به عنوان یکی از آثار ملی ایران به ثبت رسیده‌است.